# Pallenopsis tumidula
Pallenopsis tumidula is een zeespin uit de familie Pallenopsidae. De soort behoort tot het geslacht Pallenopsis. Pallenopsis tumidula werd in 1923 voor het eerst wetenschappelijk beschreven door Loman. 